# Aeroportul University-Oxford
Aeroportul University-Oxford (IATA: UOX, ICAO: KUOX, FAA LID: UOX) este un aeroport din Mississippi, Statele Unite ale Americii ce deservește zona Oxford⁠(d). Aeroportul a fost tranzitat în 2019 de 214 pasageri. A fost numit după zona deservită.
Situat la o altitudine de 138 m, aeroportul dispune de 1 pistă.

## Infrastructură

### Piste
Aeroportul dispune de o singură pistă. Pista 09/27 are suprafața de asfalt și dimensiunile 5.600 picioare × 100 picioare. 